# Мирослав Јовановић (народни херој)
Мирослав Јовановић Церовац (Пожаревац, 10. август 1915 — Пријепоље, 4. децембар 1943) био је учесник Народноослободилачке борбе и народни херој Југославије.

## Биографија
Рођен 10. августа 1915. године у Пожаревцу. Основну школу и гимназију је завршио у родном месту, а потом је прешао у Београд где је студирао на Правном факултету.
Као студент је дошао у додир са марксистичком литературом, а касније се придружио револуционарном студентском покрету. У чланство Комунистичке партије Југославије примљен је 1939. године. По партијском задатку радио је у Удружењу поштанских радника у Београду и био секретар партијске ћелије у Пошти број 1. Био је и члан Рејонског комитета КПЈ за Београд. Због опасности од хапшења, од 1940. године је био у илегалности.
Јула 1941. године као члан Среског комитета КПЈ за Гроцку, активно је радио на дизању устанка у том крају. Од августа 1942. године био је члан Окружног комитета за Младеновац. Учествовао је и у акцијама Космајског партизанског одреда. После Прве непријатељске офанзиве и повлачења главнине партизанских снага у Санџак, крајем 1941. године, по партијском задатку је остао на терену, делујући као политички радник.
Од краја 1941. па до пролећа 1943. године био је члан Окружног комитета КПЈ за Београд. У пролеће 1943. године постао је секретар Месног комитета КПЈ за Крагујевац и члан Среског комитета КПЈ за Крагујевац. Средином 1943. године постао је политички комесар новоформираног Првог шумадијског батаљона. Када је 5. октобра 1943. године формирана Прва шумадијска бригада, у њен састав ушао је и Први шумадијски батаљон, а Мирослав је постављен за политичког комесара Трећег батаљона.
Од 2. децембра 1943. године Мирослав је замењивао одсутног команданта Трећег батаљона. Погинуо је 4. децембра 1943. године у току Пријепољске битке. Када су делови немачке Прве бртске дивизије и делови немачке легије „Кремпер“ наступајући главним снагама из Сјенице, напали на делове Друге пролетерске дивизије код Пријепоља, успели су да се провуку у Пријепоље и заузму мост на Лиму, створивши тако мостобран на левој обали Лима. Мирослав је предводио борце свог батаљона, у намери да заузму мост, али је у јуришу пао смртно погођен.
Указом Председништва АВНОЈ-а постхумно је 6. јула 1945. одликован Орденом заслуга за народ првог реда. Указом председника Федеративне Народне Републике Југославије Јосипа Броза Тита, 6. децембра 1953. године, проглашен је за народног хероја.